# Curricé
Manuel Francisco Flores Martín (Madrid, 12 de enero de 1988), más conocido como Curricé, es un youtuber y cantante español.
El 21 de mayo de 2015 lanzó su primer EP, titulado Origins y el 11 de diciembre de 2015 su primer disco titulado Nevernation. Su primer sencillo fue Fall for you.
En 2020 participó en la séptima temporada del programa de televisión La Voz, quedando en cuarto lugar. Es el hermano pequeño del también youtuber y rapero JPelirrojo, ambos tienen una hermana mayor, Rebeca, que no se dedica a YouTube.
El origen de su nombre artístico, Curricé, es porque su madre le llamaba Curro, cuando empezó a rapear usó el nombre de Curri Currito, y posteriormente el de Curricé, a veces escrito CurriC.

## Carrera

### Música
Desde pequeño le interesó la música, en especial el rap. Junto a su hermano conocido artísticamente cómo JPelirrojo, publicó un disco, principalmente de rap, Rutilismo, a mediados de 2012. También colaboró con el rapero Porta y con el artista emergente del momento, Lory Money.
Más tarde empezó a acercarse al pop haciendo covers en YouTube, lo que le sirvió para formar parte del grupo Cahoots junto a Matt DeFreitas y Tom Joseph Law. El grupo ganó un concurso en 2015 para participar en el concierto "Summertime Ball 2015", celebrado en el Wembley Stadium y organizado por "Capital FM".
También en 2015 empezó su carrera en solitario como artista pop lanzando su primer extended play titulado Origins. En 2017 publicó  su primer disco autoeditado llamado Ideas & Fears con un sencillo llamado Number One, más tarde realizó una gira por toda España y actualmente se encuentra en un proyecto de lanzar un nuevo sencillo cada mes, aparte de colaborar en más de una ocasión con su hermano JPelirrojo en el disco Sin Miedos y en el sencillo Tu ya no estas aquí (Una adaptación con estrofas en español de la canción del disco de Curricé The Same Way  y su primer LP titulado Nevernation. Participó en el concierto "Primavera POP" organizado por Los 40 principales. Más tarde empezó una gira por España. 
En 2017 publicó un disco llamado Ideas & Fears con un sencillo llamado Number One, más tarde realizó una gira por toda España y actualmente se encuentra en un proyecto de lanzar un nuevo sencillo cada mes, aparte de colaborar en más de una ocasión con su hermano en el disco Sin Miedos y en el sencillo Tu ya no estas aquí (Una adaptación con estrofas en español de la canción del disco de Curricé The Same Way).

### YouTube

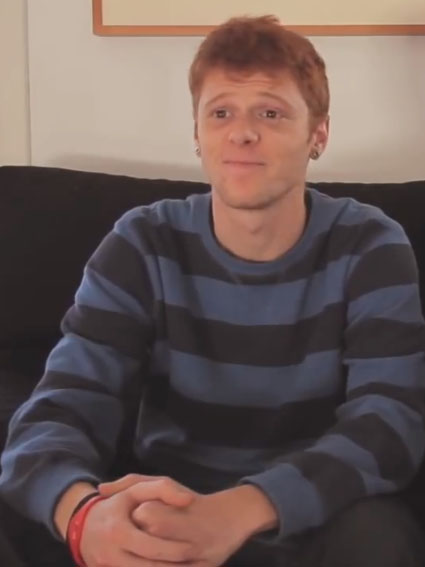
Curricé en un vídeo de su hermano en 2013.

Curricé tiene tres canales en la plataforma YouTube: CurriceVlogs, MrCurriceMusic y Currice. Actualmente solamente está activo en el último de ellos, abierto el 23 de julio de 2009. En sus inicios subía vídeos de humor y videoblogs; más tarde introdujo covers y canciones originales, y en la actualidad se centra más en su faceta musical que en videoblogs.

## Discografía

### Álbumes de estudio
| Título      | Detalles de lanzamiento |
| ----------- | --- |
| Nevernation | - Fecha de lanzamiento: 11 de diciembre de 2015 - Formatos: CD, descarga digital - Discográfica: Let's Do It Producciones, S.L. |

| Título        | Detalles de lanzamiento |
| ------------- | --- |
| Ideas & Fears | - Fecha de lanzamiento: 7 de diciembre de 2017 - Formatos: CD, descarga digital - Discográfica: The Entourage Project, S.L. |

| Título  | Detalles de lanzamiento |
| ------- | --- |
| Salvaje | - Fecha de lanzamiento: 25 de marzo de 2021 - Formatos: CD, descarga digital - Discográfica: Universal Music Spain, S.L.U. |

### Extended plays
| Título | Detalles de lanzamiento |
| ------ | --- |
| Origin | - Fecha de lanzamiento: 25 de mayo de 2015 - Formatos: CD, descarga digital - Discográfica: Let's Do It Producciones, S.L. |